# کژشچنکا
کژشچنکا (به لهستانی:  Krzyszczynka) یک روستا در لهستان است که در گمینا بوگدانگتس واقع شده‌است.
 کژشچنکا  ۸۰ نفر جمعیت دارد.